# إرنست بورمان
إرنست بورمان (بالألمانية: Ernst Bormann)‏ هو ضابط ألماني، ولد في 5 نوفمبر 1897 في Kirchbrak ‏ في ألمانيا، وتوفي في 1 أغسطس 1960 في دوسلدورف في ألمانيا.